# Klagspiegel
Der Klagspiegel ist das älteste Rechtsbuch, das römisch-rechtliche Inhalte in deutscher Sprache vermittelt, und gilt zugleich als das älteste umfassende Kompendium des römischen Rechts in deutscher Sprache (laut Stintzing, siehe Literatur). Es wird daher als ein wichtiger Wegbereiter der praktischen Rezeption des römischen Rechts in Deutschland gesehen.
Der Klagspiegel wird als Rechtsspiegel eingeordnet. Das Rechtsbuch wurde im 15. Jahrhundert verfasst. Clausdieter Schott nennt als genaueres Datum um 1425, meistens wird eine Entstehungszeit um 1436 angenommen. Verfasst wurde es durch den Schwäbisch Haller Stadtschreiber Conrad Heyden. Heyden hatte ab 1403 an der Universität Erfurt Jura studiert, bevor er nach einer Ausbildung als Stadtschreiber 1413 dieses wichtige Amt in der Reichsstadt annahm. Als Stadtschreiber war er nicht nur Berater der Stadtregierung, sondern auch mit der Redaktion von Gesetzen und sonstigen Rechtstexten befasst. Der Klagspiegel kann als Lebenswerk gelten.
Der Klagspiegel ist in zwei Bücher (Traktate) geteilt. Das „erste Traktat“ enthält Zivil- und Zivilprozessrecht. Der „Ander Teil“ behandelt Strafrecht und Strafprozess. Der Inhalt baut ganz wesentlich auf den Werken der sog. Glossatoren, bedeutender Rechtswissenschaftler des italienischen Mittelalters auf. Wichtigste Vorbilder waren die Werke von Azo, Roffredus, Martinus de Fano, Gandinus und Durantis. Aber auch das Corpus Iuris Kaiser Justinians wurde verwendet.
Die Bedeutung des Klagspiegels liegt in der leicht verständlichen, sog. „populären“ Vermittlung der komplizierten Rechtsinhalte. Sie half den zu dieser Zeit zum größten Teil noch unstudierten Richtern, Schöffen, Anklägern und Verteidigern das neu rezipierte römische Recht besser zu verstehen und es dann auch anzuwenden. Hierdurch wurde das römische Recht stark verbreitet.
Nach Erfindung des Buchdrucks wurde der Klagspiegel zwischen ca. 1475 und 1612 über zwanzigmal neu gedruckt. Von zentraler Bedeutung für diesen Erfolg war der Umstand, dass der berühmte Humanist und Stadtschreiber Sebastian Brant ab 1516 als Herausgeber des Klagspiegels auftrat. Er gab dem Rechtsbuch auch seinen prägnanten Namen „Klagspiegel“ („Der Richterlich Clagspiegel“), unter dem es heute bekannt ist. Am Text hat Brant – entgegen einer in der Literatur weit verbreiteten Meinung – kaum etwas geändert.
Der Klagspiegel diente als Vorlage für zahlreiche bedeutende Rechtstexte späterer Zeit, namentlich die Wormser Reformation (1498), die Constitutio Criminalis Bambergensis (1507) und damit indirekt auch die Constitutio Criminalis Carolina (1532), Ulrich Tenglers Laienspiegel (1509), Justin Goblers Rechtenspiegel, Heinrich Rauchdorns Practica und weitere.